# Ander Martín Odriozola
Ander Martín Odriozola (San Sebastián, Guipúzcoa, 16 de noviembre de 2000) es un futbolista español que juega de delantero en el Burgos C. F. de la Segunda División de España.

## Trayectoria
Comenzó su formación en el CD Vasconia hasta que se marchó al Antiguoko en edad cadete. En 2018 fichó por el equipo juvenil de la Real Sociedad. En la temporada 2019-20 ascendió a la Real Sociedad "C" que jugaba en la Tercera División. 
En julio de 2020 renovó por tres temporadas y pasó a ser miembro del filial. Esa misma temporada lograron el ascenso a la Segunda División, categoría en la que no jugaban desde hacía sesenta años, tras vencer en la eliminatoria definitiva al Algeciras C. F.
En su campaña de estreno en la categoría de plata también tuvo oportunidades con el primer equipo, debutando el 17 de febrero de 2022 en un partido de la Liga Europa de la UEFA en campo del RasenBallsport Leipzig. Tres días después volvió a tener minutos, esta vez en la Primera División en el derbi ante el Athletic Club.
Dejó la Real Sociedad al término del curso 2022-23 y se marchó al Burgos C. F. firmando un contrato hasta 2026. En su primer año en este equipó disputó 36 partidos en la Segunda División, en los que marcó dos goles y dio tres asistencias, y en agosto de 2024 fue cedido al C. D. Mirandés.

## Clubes
| Club                    | País   | Año       |
| ----------------------- | ------ | --------- |
| Real Sociedad "C"       | España | 2019-2020 |
| Real Sociedad "B"       | España | 2020-2023 |
| Burgos C. F.            | España | 2023-     |
| C. D. Mirandés (cedido) | España | 2024-2025 |